# Marquesado de Monte de Vay
El marquesado de Monte de Vay es un título nobiliario español creado el 25 de agosto de 1543 por el rey Carlos I, a favor de Adán Centurión Ultramarino y Negri, junto con los marquesados de Laula y de Vivola. 

## Marqueses de Monte de Vay
|                                 | Titular                                        | Periodo               |
| Creación por Carlos I           | Creación por Carlos I                          | Creación por Carlos I |
| ------------------------------- | ---------------------------------------------- | --------------------- |
| I                               | Adán Centurión Ultramarino y Negri             | 1543-1568             |
| II                              | Juan Bautista Centurión Ultramarino y Negroni  | 1568-1625             |
| III                             | Adán Centurión de Córdoba                      | 1625-1658             |
| IV                              | Cecilio Francisco Centurión y Córdoba          | 1658-1688             |
| V                               | Luis Centurión de Córdoba                      | 1688-1708             |
| VI                              | Manuel Centurión y Arias-Dávila Messía Pacheco | 1708-1734             |
| VII                             | Juan Bautista Centurión y Velasco              | 1734-1785             |
| VIII                            | María Luisa Centurión y Velasco                | 1785-1799             |
| Rehabilitación por Alfonso XIII |                                                |                       |
| IX                              | Joaquín Ignacio de Arteaga y Echagüe           | 1913-1947             |
| X                               | Íñigo de Loyola de Arteaga y Falguera          | 1947/51-1970          |
| XI                              | María Cristina de Arteaga y Martín             | 1970-actual titular   |

## Historia de los marqueses de Monte de Vay
- Adán Centurión Ultramarino y Negri (Génova, c. 1490-1568), I marqués de Monte de Vay, I marqués de Laula, I marqués de Monte de Vay (originalmente «Monte de Bay»), I marqués de Vivola. Era hijo de Luciano Centurione Oltramarino y de Chiara di Negro.[1]

Casó, antes de 1515, con Oriettina Grimaldi, hija de Marco Grimaldi y de Ginebra di Nero. Sucedió su nieto, hijo de Marco Centurión Ultramarino y Grimaldi (m. 1565), I marqués de Estepa, por cesión de su padre a quien premurió,, y de su esposa Battina Negroni:
- Juan Bautista Centurión y Negroni (Génova, ¿?-mayo de 1625), II marqués de Monte de Vay, II marqués de Laula,[3] II marqués de Estepa,[4][5] II marqués de Vivola y señor de Marinaleda.[6]

Casó, el 20 de julio de 1585, con María de Córdoba y Lasso de Castilla (m. 1615), hija de Diego Fernández de Córdoba, IV señor de Armunia, caballero de la Orden de Calatrava  y caballerizo mayor del rey Felipe II, y de su esposa, Ana María Lasso de la Vega y Castilla. Le sucedió su hijo:
- Adán Centurión de Córdoba (Málaga, 12 de agosto de 1582-Estepa, 5 de abril de 1658),[5] III marqués de Monte Vay, III marqués de Laula,[7][8] II marqués de Armunia,[6] III marqués de Estepa[4] y III marqués de Vivola.[8] Otorgó poder para testar en 1647.[9] A los diez años pasó a la corte con su padre y fue menino del infante Felipe, futuro Felipe III, y de la infanta Isabel Clara Eugenia.[10]

Casó en primeras nupcias con Mariana de Guzmán, hija de Luis de Guzmán y Córdoba, I marqués de  Ardales, y de Inés Portocarrero, de quien no hubo descendencia. Casó en segundas el 25 de diciembre de 1626, en Granada, con su sobrina Leonor María Centurión, hija de su hermano Francisco Centurión y Fernández de Córdoba a quien cedió el título del marquesado de Armunia en 1625 cuando heredó de su padre el título de marqués de Estepa. Sucedió su hijo del segundo matrimonio:
- Cecilio Francisco Centurión y Córdoba (1636-5 de septiembre de 1688),[4] IV marqués de Monte de Vay, IV marqués de Laula,[7][12] IV marqués de Estepa[4] y IV marqués de Vivola.[12]

Casó, el 13 de febrero de 1669, con Luisa Messía Portocarrero de Toledo, VII marquesa de La Guardia y II marquesa de Santa Eufemia. Le sucedió su hermano: Le sucedió su tío paterno:
- Luis Centurión de Córdoba (m. 14 de agosto de 1708), V marqués de Monte de Vay, VI marqués de Laula, V marqués de Estepa[4] y V marqués de Vivola.

Casó, el 25 de mayo de 1693, con Isabel Teresa Arias Dávila Pacheco. Le sucedió su hijo:
- Manuel Centurión y Arias-Dávila Messía Pacheco (m. 1 de diciembre de 1734),[13] VI marqués de Monte de Vay VII, marqués de Laula, VI marqués de Estepa, grande de España[4] y VI marqués de Vivola.[6]

Casó, el 23 de abril de 1713, con María Leonor de Velasco y Fernández de Córdoba, hija de Pedro Nicolás López de Ayala y Velasco y de Francisca de Paula Fernández de Córdoba, condes de Fuensalida y de las Posadas. Le sucedió su hijo:
- Juan Bautista Centurión y Velasco (12 de noviembre de 1718-10 de diciembre de 1785), VII marqués de Monte de Vay, VIII marqués de Laula, IX conde de Barajas,[14] VII marqués de Estepa,[4] VII marqués de Vivola y XIII conde de Fuensalida[15]. De su primo Francisco Javier Arías-Dávila Centurión, que murió sin descendencia, en 1783, heredó sus títulos y fue X conde de Puñonrostro,[16] X conde de Elda[17] y IX conde de Anna.[18]

Se casó en primeras nupcias con María Luisa Centurión Arias Dávila y en segundas, en 1773, con Mariana de Urries Pignatelli, hija del I marqués de Ayerbe. Sin descendencia, le sucedió su hermana:
- María Luisa Centurión y Velasco (m. 22 de enero de 1799), VIII marquesa de Monte de Vay, IX marquesa de Laula, X condesa de Barajas,[14] VIII marquesa de Estepa[4] VIII marquesas de Vivola, XIV condesa de Fuensalida,[15] XI condesa de Puñonrostro,[16] IX condesa de Casa Palma, XI condesa de Elda,[17] X condesa de Anna, VIII marquesa de Bedmar (por sucesión a su marido), marquesa de Casasola y marquesa de Noguera.

Contrajo matrimonio, el 21 de febrero de 1750, con Felipe López Pacheco y Acuña, XII duque de Escalona y otros títulos. Sin descendientes.
Rehabilitación en 1913:
- Joaquín Ignacio de Arteaga y Echagüe Silva y Méndez de Vigo, (1870-1947), IX marqués de Monte de Vay,[19] X marqués de Laula,[19] XII marqués de Vivola,[19] XVII duque del Infantado, XII marqués de Ariza, XIV marqués de Estepa, VIII marqués de Valmediano, XIII marqués de Armunia, XV marqués de Cea, XI conde de la Monclova, XX conde de Saldaña, XVIII conde del Real de Manzanares, X conde de Santa Eufemia, XIII señor de la Casa de Lazcano,[20]  V conde de Corres, XVIII marqués de Santillana, XI marqués de la Eliseda (por rehabilitación a su favor en 1921) y XV conde del Cid.

Casó con Isabel Falguera y Moreno, III condesa de Santiago.
- Íñigo de Loyola de Arteaga y Falguera (1905-1997), X marqués de Monte de Vay, XVIII duque del Infantado, XIII marqués de Ariza, XV marqués de Estepa, XIX marqués de Santillana, XII conde de la Monclova, Señorío de la Casa de Lazcano, seis veces grande de España, XIII marqués de Armunia, XVI marqués de Cea, IX marqués de Valmediano, XIII marqués de Vivola, XIX conde del Real de Manzanares, XI conde de Santa Eufemia,[21] V conde del Serrallo, VI conde de Corres, XXI conde de Saldaña, XVII conde del Cid, IV conde de Santiago y  XIV duque de Francavilla ( rehabilitado a su favor en 1921),

Casó en primeras nupcias con Ana Rosa Martín y Santiago-Concha. Contrajo un segundo matrimonio con María Cristina de Salamanca y Caro, VI condesa de Zaldívar de quien no hubo descendientes. En 1970, le sucedió, por distribución, su hija del primer matrimonio:
- María Cristina de Arteaga y Martín, XI marquesa de Monte de Vay.[22]

Casó con Juan Antonio de León y Urquijo (m. Puerto de Santa María, 27 de agosto de 2011), padres de cinco hijos: Juan, Mayra, Sandra, Carlos y Rocío de León y Arteaga.